# Sieraków (gromada w powiecie lublinieckim)
Sieraków – dawna gromada, czyli najmniejsza jednostka podziału terytorialnego Polskiej Rzeczypospolitej Ludowej w latach 1954–1972.
Gromady, z gromadzkimi radami narodowymi (GRN) jako organami władzy najniższego stopnia na wsi, funkcjonowały od reformy reorganizującej administrację wiejską przeprowadzonej jesienią 1954 do momentu ich zniesienia z dniem 1 stycznia 1973, tym samym wypierając organizację gminną w latach 1954–1972.
Gromadę Sieraków z siedzibą GRN w Sierakowie (w obecnym brzmieniu Sieraków Śląski) utworzono – jako jedną z 8759 gromad na obszarze Polski – w powiecie lublinieckim w woj. stalinogrodzkim, na mocy uchwały nr 20/54 WRN w Stalinogrodzie z dnia 5 października 1954. W skład jednostki weszły obszary dotychczasowych gromad Panoszów (z wyłączeniem osady Brzegi Czarne) i Sieraków oraz osada Przywary z dotychczasowej gromady Klekotna ze zniesionej gminy Sieraków, a także część obszaru dotychczasowej gromady Jeżowa (karta 1 obrębu Sieraków oraz karta 1 i niektóre parcele z karty 2 obrębu Jeżowa) ze zniesionej gminy Ciasna, w tymże powiecie. Dla gromady ustalono 21 członków gromadzkiej rady narodowej.
20 grudnia 1956 województwo stalinogrodzkie przemianowano (z powrotem) na katowickie.
31 grudnia 1961 do gromady Sieraków włączono obszar zniesionej gromady Wędzina, wieś Klekotna i osadę Rędzina ze zniesionej gromady Rzędowice oraz parcele nr nr kat. 19, 49/24 i 53/47 z obrębu katastralnego Państwo Dobrodzień (karta mapy 12) z gromady Gwoździany w tymże powiecie.
Gromada przetrwała do końca 1972 roku, czyli do kolejnej reformy gminnej.